# Pfarrkirche Pama

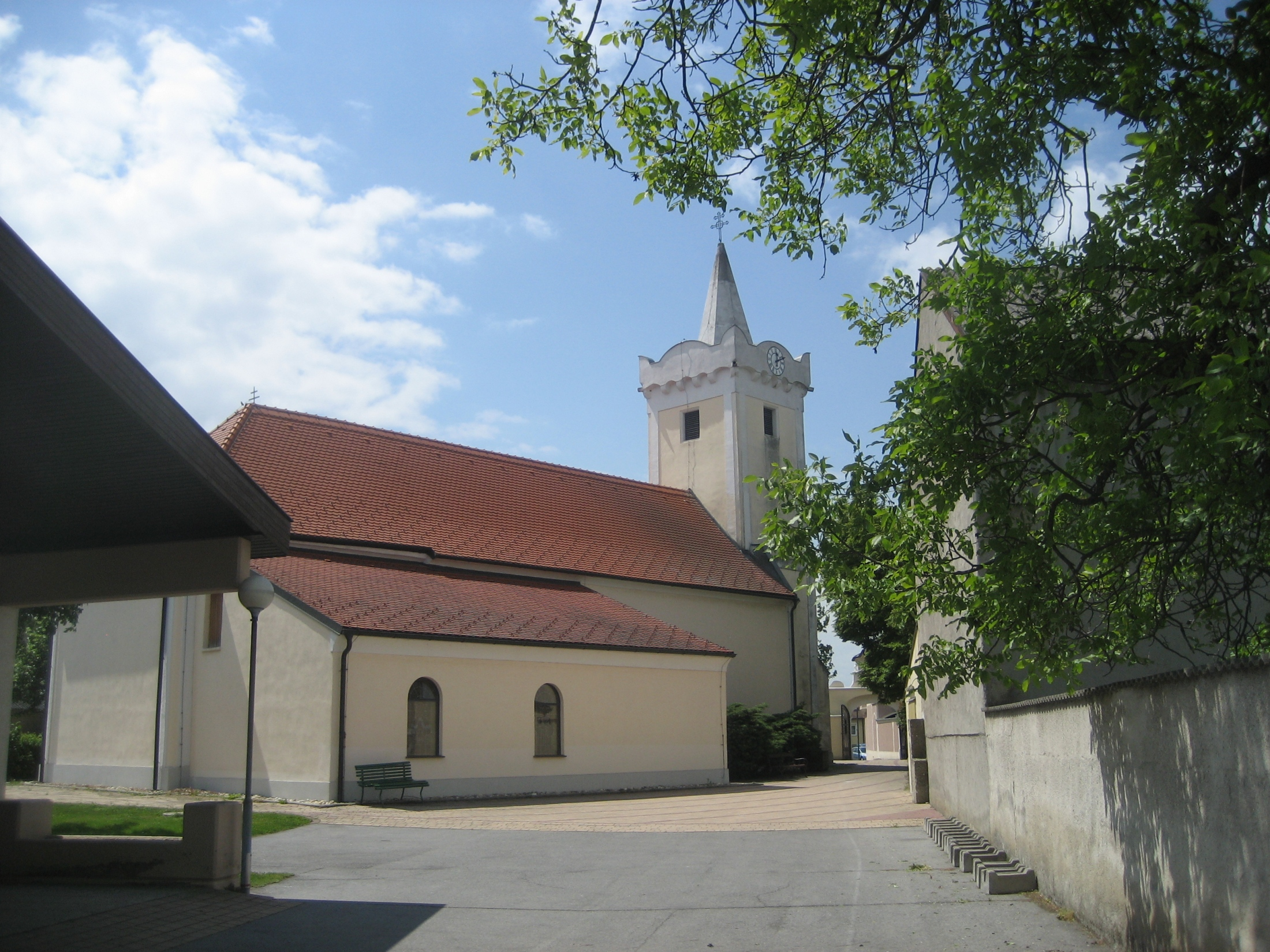
Pfarrkirche Pama

Die römisch-katholische Pfarrkirche Pama steht in der Ortsmitte der Gemeinde Pama im Bezirk Neusiedl am See im Burgenland. Sie ist dem Fest der Allerheiligen geweiht und gehört zum Dekanat Neusiedl am See.

## Geschichte
Die Kirche bestand bereits im Mittelalter. Im Kern ist sie ein romanischer Bau mit Wehrturm. Der Steinhelm wurde in den 1860er Jahren erneuert. Bei einer Restaurierung im Jahr 1979 wurde die Turmbemalung aus dem 16. Jahrhundert freigelegt.

## Architektur und Ausstattung

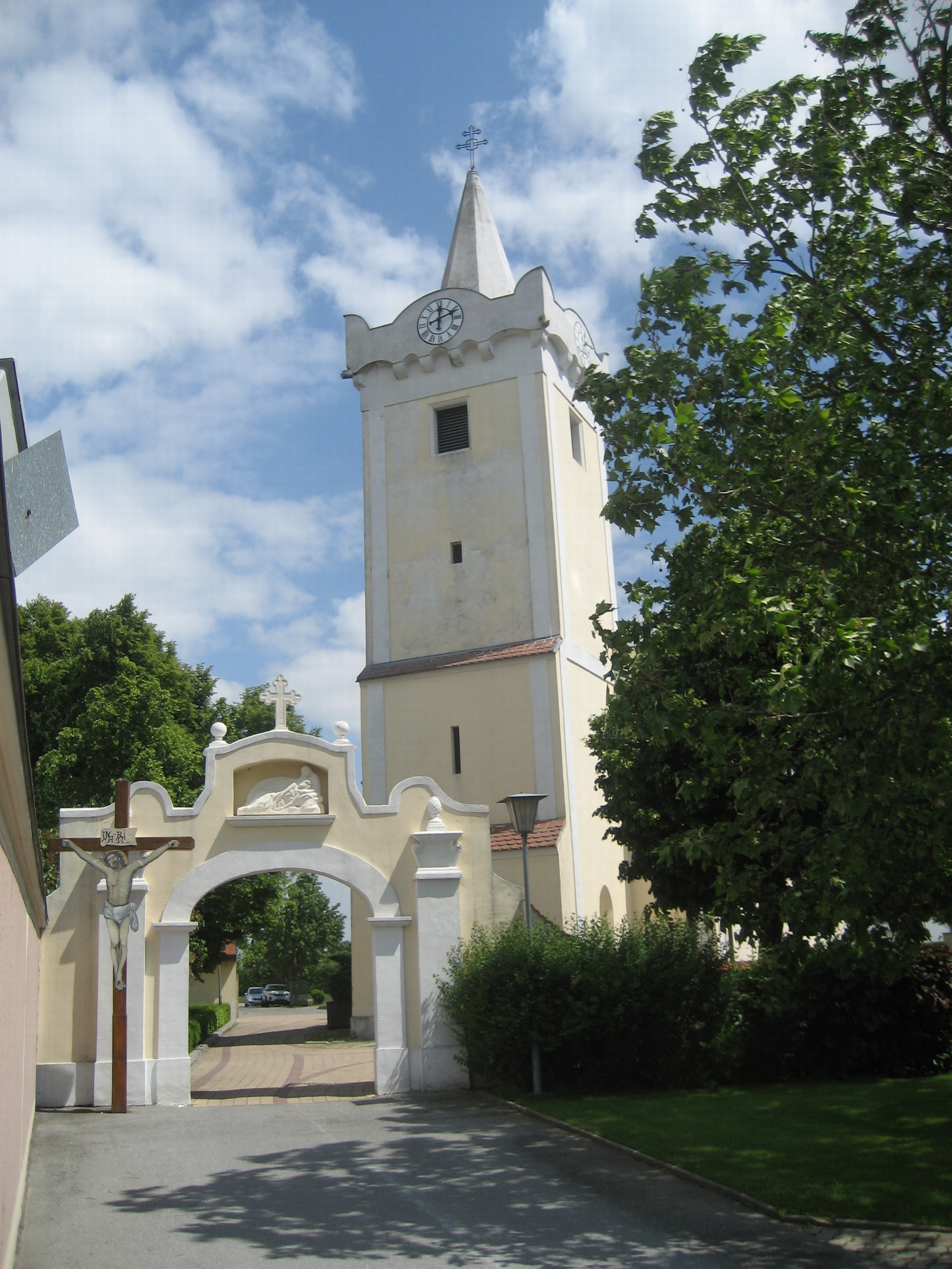
Kirche mit barockem Friedhofsportal

Die Kirche hat ein rechteckiges romanisches Schiff mit rundbogigem Westportal. Der der Westfront vorgesetzte Turm ist im Untergeschoß gotisch, der spätgotische Wehrgang auf Konsolen hat Zinnen. Der Chor ist wenig eingezogen und flach geschlossen. Die nördlich angebaute Sakristei ist barock. Über dem ehemals flach gedeckten Schiff befinden sich jetzt Tonnen mit Stichkappen und Pilaster. Es hat drei breite Joche und ein schmales. Vor dem Chor befindet sich ein durch Gurte ausgeschiedenes Zwischenjoch. Die Westempore wurde ohne Stützen ausgeführt. Im zweijochigen Chor ist eine Tonne mit Stichkappen.
Der Hochaltar stammt aus dem Jahr 1805 und ist ein schmaler Aufbau mit vielen kannelierten Pilastern und schönem Tabernakel. Auf dem Altarbild „Alle Heiligen“, das 1963 restauriert wurde, sind bemerkenswert viele Figuren gemalt. Auf der Seite befinden sich Statuen des heiligen Petrus und des heiligen Paulus. Auf dem Gebälk sind Figuren des heiligen Laurentius, des heiligen Johannes Nepomuk und Putten. Die Seitenaltäre sind mit Ölbildern aus dem 19. Jahrhundert ausgestattet: Das linke Seitenaltarbild zeigt den heiligen Antonius, das rechte die Verkündigung des Herrn.
Die Kanzel mit den Reliefs der vier Evangelisten und Zopfornamentik entstand um 1800. Der Taufstein entstand um dieselbe Zeit. Die Glocke wurde 1698 von Johann Achamer in Wien gegossen. Die Orgel aus 1899 mit 7 Registern stammt von Anton Schönhofer in Pressburg.
Um die Kirche herum befindet sich der Alte Friedhof. Das im 18. Jahrhundert entstandene barocke Friedhofsportal mit Zinnen und Aufsatz wurde 1979 renoviert.